# Abklinganlage
Eine Abklinganlage ist eine technische Anlage zur Aufbewahrung radioaktiven Abwassers bis nach ausreichend langer Abklingzeit die Radioaktivität soweit abgeklungen ist, dass das Abwasser in die Kanalisation abgegeben werden kann. Abklinganlagen werden insbesondere im Rahmen nuklearmedizinischer Diagnostik und Therapie (hier insbesondere der Radiojodtherapie) eingesetzt. 
In Deutschland ist laut § 9 der Strahlenschutzverordnung (StrlSchV) die Erteilung einer Umgangsgenehmigung unter anderem an die Bedingung geknüpft, dass „überwiegende öffentliche Interessen, insbesondere im Hinblick auf die Umweltauswirkungen, dem Umgang nicht entgegenstehen“. Darüber hinaus dürfen nach § 29 StrlSchV radioaktive Abfälle (und Abwässer) erst freigegeben werden, wenn die spezifische Aktivität (in Bq/g) für das jeweilige Radionuklid den in Anlage III der Strahlenschutzverordnung angegebenen Wert unterschreitet. Die technische Ausführung ist in Deutschland in Teil 2 der mehrteiligen der DIN-Norm 6844 („Nuklearmedizinische Betriebe – Teil 2: Regeln für die Errichtung und Ausstattung von Betrieben zur therapeutischen Anwendung von offenen radioaktiven Stoffen“) geregelt.